# Kayah (lud)
Karenni (Kayah, Czerwoni Karenowie) – grupa etniczna zamieszkująca głównie wschodnią Mjanmę, zaliczani z kolei do Karenów. Zgodnie ze spisem ludności z 1983, Karenni dzielą się na następujące podgrupy: Kayah, Geko, Geba, Kayan (Padaung), Brek, Manumanao, Yintale, Yinbaw, Bwe, Paku, Shan oraz Pao. Posługują się językami z grupy tybeto-birmańskiej.